# Cetățuia, Bacău
Cetățuia este un sat în comuna Strugari din județul Bacău, Moldova, România.